# 1500-talet (decennium)

## Händelser
- 1507 - Spanjorerna börjar föra afrikanska slavar till Amerika, för det hårda arbetet i gruvor och på plantager.
- 1508 - Michelangelo påbörjar målningen av Sixtinska kapellet.

## Födda
- 1509 - Jean Calvin, fransk-schweizisk reformator.

## Avlidna
- 1507 - Albertus Pictor, svensk målare och pärlstickare.